# Аргентина на зимових Олімпійських іграх 1992
Аргентина на зимових Олімпійських іграх 1992, які пройшли з 8 по 23 лютого в Альбервілі (Франція), була представлена 20 спортсменами в 5 видах спорту.

## Учасники
| Спорт               | Чоловіки | Жінки | Всього |
| ------------------- | -------- | ----- | ------ |
| Біатлон             | 5        | 2     | 7      |
| Гірськолижний спорт | 4        | 2     | 6      |
| Лижні перегони      | 4        | 1     | 5      |
| Санний спорт        | 1        | 0     | 1      |
| Фристайл            | 1        | 0     | 1      |
| Всього              | 15       | 5     | 20     |

## Біатлон
Спортсменів — 6
Чоловіки
| Спортсмени       | Змагання            | Час       | Промахи     | Відставання | Місце |
| ---------------- | ------------------- | --------- | ----------- | ----------- | ----- |
| Марсело Васкес   | індивідуальна гонка | 1:22:02.6 | 8 (3+2+0+3) | +24:28.2    | 90    |
| Алехандро Гуерра | спринт              | 40:16.8   | 2 (2+0)     | +14:14.5    | 92    |
| Роберто Лусеро   | спринт              | 41:38.5   | 8 (4+4)     | +15:36.2    | 94    |
| Роберто Лусеро   | індивідуальна гонка | DNF       | -           | DNF         | -     |
| Луіс Ріос        | спринт              | 36:07.5   | 3 (1+2)     | +10:05.2    | 91    |
| Луіс Ріос        | індивідуальна гонка | 1:14:43.8 | 3 (1+1+0+1) | +17:09.4    | 86    |
| Хуан Фернандес   | спринт              | 40:32.0   | 2 (1+1)     | +14:29.7    | 93    |
| Хуан Фернандес   | індивідуальна гонка | 1:25:27.1 | 5 (2+0+1+2) | +27:52.7    | 91    |

Жінки
| Спортсмени    | Змагання            | Час       | Промахи     | Відставання | Місце |
| ------------- | ------------------- | --------- | ----------- | ----------- | ----- |
| Фабіана Ловес | спринт              | 39:07.0   | 9 (4+5)     | +14:37.7    | 68    |
| Марія Хіро    | спринт              | 27:53.5   | 0 (0+0)     | +3:24.3     | 36    |
| Марія Хіро    | індивідуальна гонка | 1:03:18.0 | 6 (0+3+0+3) | +11:30.8    | 63    |